# Підгороднянська сільська рада
Підгоро́днянська сільська́ ра́да — адміністративно-територіальна одиниця та орган місцевого самоврядування в Тернопільському районі Тернопільської області. Адміністративний центр — село Підгородне.

## Загальні відомості
Підгороднянська сільська рада утворена в 1991 році.
- Територія ради: 12,82 км²
- Населення ради: 1 304 особи (станом на 2001 рік)
- Територією ради протікає річка Довжанка

## Населені пункти
Сільській раді підпорядковані населені пункти:
- с. Підгородне

## Населення
За переписом населення України 2001 року в сільській раді мешкали 1303 особи.

### Мова
Розподіл населення за рідною мовою за даними перепису 2001 року:
| Мова       | Відсоток |
| ---------- | -------- |
| українська | 99,69 %  |
| російська  | 0,31 %   |

## Географія
Підгороднянська сільська рада межує з: Тернополем, Забойками, Почапинцями.

## Склад ради
Рада складається з 16 депутатів та голови.
- Голова ради: Чапрак Сергій Володимирович

### Керівний склад попередніх скликань
| Прізвище, ім'я, по батькові | Основні відомості                                                                     | Дата обрання | Дата звільнення |
| --------------------------- | ------------------------------------------------------------------------------------- | ------------ | --------------- |
| Чапрак Сергій Володимирович | Сільський голова, 1969 року народження, освіта вища, член громадянської партії «Пора» | 26.03.2006   | 31.10.2010      |
| Чапрак Сергій Володимирович | Сільський голова, 1969 року народження, освіта вища, безпартійний                     | 31.10.2010   |                 |

Примітка: таблиця складена за даними сайту Верховної Ради України

### Депутати
За результатами місцевих виборів 2010 року депутатами ради стали:

#### За суб'єктами висування
| Суб'єкт висування                                       | Кількість обраних депутатів | %    |
| ------------------------------------------------------- | --------------------------- | ---- |
| Самовисування                                           | 12                          | 75   |
| Політична партія Всеукраїнське об'єднання «Свобода»     | 2                           | 12,5 |
| Політична партія Всеукраїнське об'єднання «Батьківщина» | 1                           | 6,3  |
| Українська Народна Партія                               | 1                           | 6,3  |

#### За округами
| № округу                                                | Прізвище, ім'я, по батькові     | Дата визнання обраним | Освіта  | Партійна приналежність                        | Відомості про обраного депутата                   |
| ------------------------------------------------------- | ------------------------------- | --------------------- | ------- | --------------------------------------------- | ------------------------------------------------- |
| Політична партія Всеукраїнське об'єднання «Батьківщина» |                                 |                       |         |                                               |                                                   |
| 13                                                      | Сагайдак Роман Павлович         | 31.10.2010            | вища    | член Всеукраїнського об'єднання «Батьківщина» | Тернопільська обласна комунальна лікарня, хірург  |
| Політична партія Всеукраїнське об'єднання «Свобода»     |                                 |                       |         |                                               |                                                   |
| 14                                                      | Миколенко Анна Захарівна        | 31.10.2010            | вища    | член Всеукраїнського об'єднання «Свобода»     | ТРТМО, дільничний лікар-педіатр                   |
| 15                                                      | Процик Ірина Миколаївна         | 31.10.2010            | середня | позапартійна                                  | Підгороднянська сільська рада, начальник ВОС      |
| Українська Народна Партія                               |                                 |                       |         |                                               |                                                   |
| 1                                                       | Шкіра Володимир Ігорович        | 31.10.2010            | вища    | член Української Народної Партії              | ГУДКУ у Тернопільській області, головний казначей |
| Самовисування                                           |                                 |                       |         |                                               |                                                   |
| 2                                                       | Матвіїшин Світлана Ярославівна  | 31.10.2010            | вища    | позапартійна                                  | Підгороднянська сільська рада, секретар           |
| 3                                                       | Гречаник Надія Іванівна         | 31.10.2010            | середня | позапартійна                                  | Бар «Чумацький шлях», повар                       |
| 4                                                       | Кохановський Іван Володимирович | 31.10.2010            | середня | позапартійний                                 | тимчасово не працює                               |
| 5                                                       | Бурик Назарій Володимирович     | 31.10.2010            | вища    | позапартійний                                 | тимчасово не працює                               |
| 6                                                       | Добрянський Олег Петрович       | 31.10.2010            | вища    | позапартійний                                 | КП «Селопректбудсервіс», інженер-конструктор      |
| 7                                                       | Рижий Ігор Володимирович        | 31.10.2010            | середня | позапартійний                                 | ОКП «Тернопіль», водій                            |
| 8                                                       | Цюприк Петро Мирославович       | 31.10.2010            | середня | позапартійний                                 | приватний підприємець                             |
| 9                                                       | Гуль Василь Іванович            | 31.10.2010            | середня | позапартійний                                 | Підгороднянська сільська рада, землевпорядник     |
| 10                                                      | Монько Мирослав Михайлович      | 31.10.2010            | середня | позапартійний                                 | приватний підприємець                             |
| 11                                                      | Лотиш Іван Теодорович           | 31.10.2010            | вища    | позапартійний                                 | приватний підприємець                             |
| 12                                                      | Цаль Андрій Зіновійович         | 31.10.2010            | вища    | позапартійний                                 | Державний архів, головний спеціаліст              |
| 16                                                      | Зелінгер Олег Семенович         | 31.10.2010            | вища    | позапартійний                                 | приватний підприємець                             |